# ستيفن سويفت
ستيفن سويفت (بالإنجليزية: Stephen Swift)‏ (21 يوليو 1980 في المملكة المتحدة - ) هو مدرب كرة قدم ولاعب كرة قدم بريطاني في مركز الدفاع. لعب مع كوين أوف ساوث ونادي سترنرير ‏ وBenburb F.C. ‏ وإيرفين ميدو XI ‏ ونادي كاودينبيث لكرة القدم ولينليثغو روز ‏ وPollok F.C. ‏ ونادي آير يونايتد ونادي ليفينغستون لكرة القدم.

## وصلات خارجية
- ستيفن سويفت على موقع قاعدة بيانات كرة القدم.إي يو (الإنجليزية)
- ستيفن سويفت على موقع Soccerbase.com (لاعب) (الإنجليزية)